# Jesús Ochoa
Jesús Ochoa  (Hermosillo, Sonora, Mexikó, 1959. május 21. –) mexikói színész.

## Élete
Jesús Ochoa 1959. május 21-én született Hermosillóban. Szülei Manuel Ochoa Martínez és María Cruz Domínguez. 6 testvére van. Karrierjét 1974-ben kezdte. 2002-ben a La duda című sorozatban játszott. 2010-ben megkapta Rolando Salgar szerepét a Para volver a amarban. 2012-ben a Por ella soy Eva című telenovellában Adrianót alakította.

## Filmográfia

### Filmek
- No se aceptan devoluciones (2013)
- Börtönregény (Atrapen al gringo) (2012).... Caracas
- Aquí entre nos (2012)
- Labios Rojos (2011)
- Salvando al soldado perez (2011)
- Más Amaneceres (2011) .... Güerón Jiménez
- Boogie, el aceitoso (2010) .... Boogie
- Quantum of Solace (2008) .... Lugarteniente Orso
- Paraíso Travel (2008)
- Divina confusión (2008) .... Zeus
- Beverly Hills Chihuahua (2008) .... Oficial Ramírez
- J-ok'el (2007)
- Padre Nuestro (2007) .... Diego
- Perrito bomba (2007) ... Tendero (cortometraje)
- Un mundo maravilloso (2006) .... El Tamal
- Voces inocentes (2005) .... Chofer
- Hijas de su madre: Las Buenrostro (2005)
- Zapata, el sueño del héroe (2004) .... Victoriano Huerta
- Conejo en la luna (2004) .... Macedonio Ramírez
- A tűzben edzett férfi (2004) .... Fuentes
- Asesino en serio (2003) .... Comandante Martínez
- Nicotina (2003) .... Tomson
- Ciudades oscuras (2002) .... Riquelme
- El segundo aire (2001) .... Moisés
- Sin dejar huella (2000)... Mendizábal
- Los maravillosos olores de la vida (2000) (rövidfilm)
- La ley de Herodes (1999) .... Nuevo alcalde
- Bajo California: el límite del tiempo (1998) .... Arce
- Et hjørne af paradis (Un rincón del paraíso) (1997) .... Scarface
- Alta tensión (1996)
- Cilantro y perejil (1996) .... Jaime, mesero
- Dos crímenes (1995) .... Fernando
- Entre Pancho Villa y una mujer desnuda (1996) .... Pancho Villa
- La orilla de la tierra (1995) .... Gregorio
- Sin remitente (1995)
- Desiertos mares (1994)
- Ponchada (1994) .... Hombre
- Sucesos distantes (1994) .... Hércules

### Telenovellák
- El Bienamado (2017) ... Odorico Cienfuegos
- El Hotel de los Secretos Titkok szállodája (2016) ... Serapio Ayala
- Yo no creo en los hombres (2014) ... Marcelo Monterrubio
- Libre para amarte (2013) ... Don Zacarías del Pino
- Por ella soy Eva (2012) ... Adriano Reyes Mendieta
- Para volver a amar (2010-2011) ... Rolando Salgar "Cachetes"
- Se busca un hombre (2007-2008) ... Pepe
- Campeones de la vida (2006) ... Jesús "Chucho" Duarte
- Los Sánchez (2005)
- La duda (2002-2003) ... Santiago
- Amores... querer con alevosía (2001) ... Miguel Ángel
- El amor de mi vida (1998-1999) ... Leopoldo Mirabal
- Demasiado corazón (1997)
- Marisol (1996) ... Don Fortunato
- Retrato de familia (1995)
- Si Dios me quita la vida (1995) ... León
- Ángeles sin paraíso (1992)

### Sorozatok
- La promesa (2012)... Don Vicente Arellano
- Lynch (2012)
- Los héroes del norte (2010)... "Comandante"
- Ellas son la alegría del hogar (2009)... Mundo (hangja)
- Tiempo final (2008) ... Tony (Epizód "Pito final")
- Tan infinito como el desierto (2004)
- Video teatros (1987)... Julio